# Dalen Hotel
L'Hotel Dalen è un albergo storico ubicato a Dalen: è uno dei più grandi edifici in legno della Norvegia nonché, in passato, luogo di villeggiatura dei reali europei.

## Storia

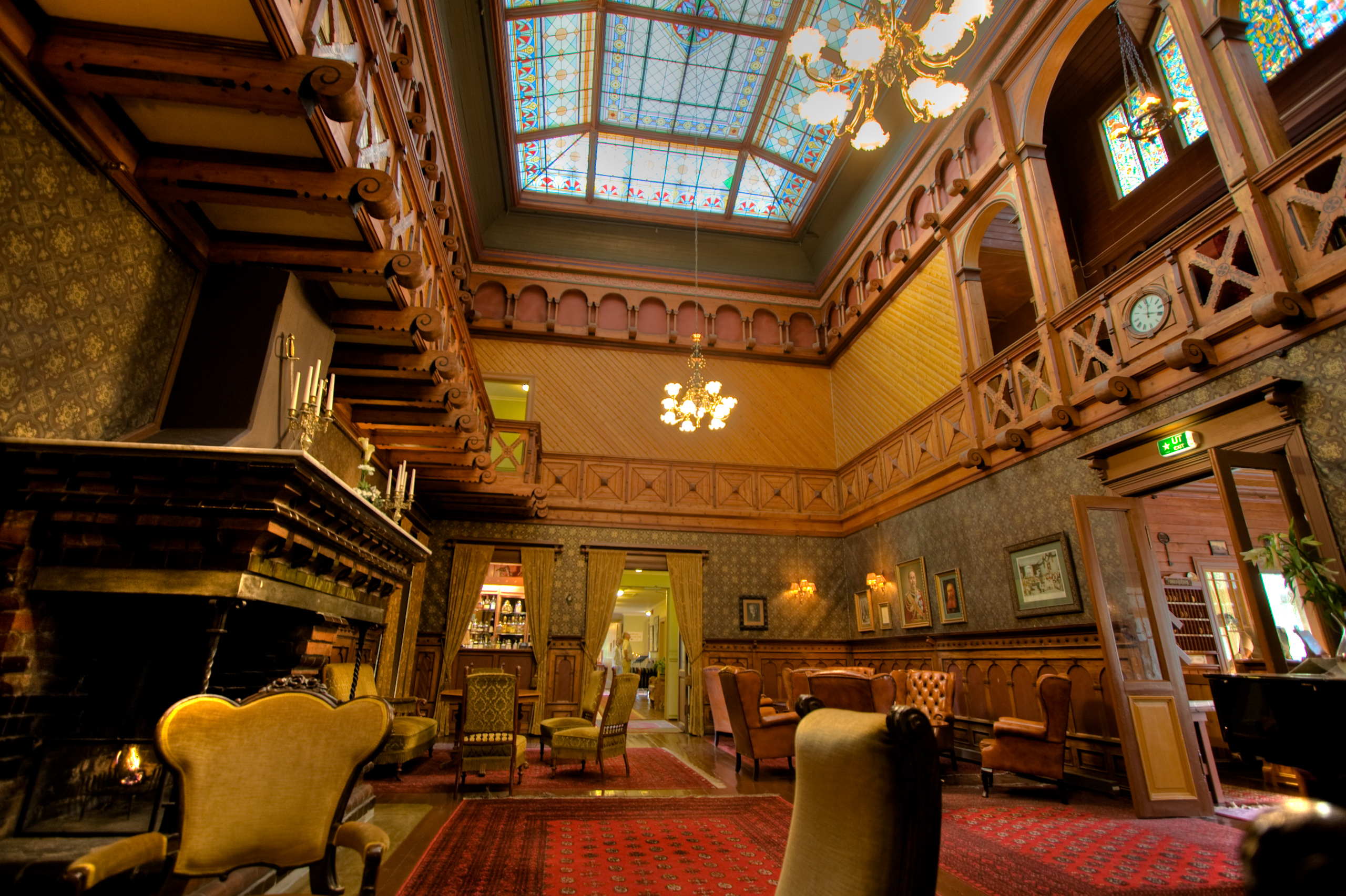
La hall

A seguito del prolungamento del canale Telemark fino al lago Bandak, Dalen divenne punto terminale del canale e ciò comporto l'aumento dei flussi turistici nella cittadina. Per soddisfare le esigenze dei visitatori, Hans Larsen, un uomo d'affari di Skien, insieme a due mercanti, Lars Rød e Anton Hansen, decise di costruire un albergo di lusso: gli uomini incaricarono un architetto locale, Haldor Børve, di progettare l'edificio
. Inaugurato nel 1894, l'hotel ospitò anche reali da tutta Europa, come Oscar II di Svezia, Guglielmo II di Germania, Leopoldo II del Belgio, Haakon VII di Norvegia e la sua famiglia e diversi membri dell'aristocrazia britannica.
Durante l'occupazione tedesca della Norvegia nella seconda guerra mondiale, l'hotel Dalen fu utilizzato come rifugio per gli ufficiali tedeschi. Successivamente la maggior parte degli interni vennero venduti e l'edificio canne in rovina, anche a causa di una mancata corretta manutenzione. Dopo la guerra venne acquistato dal cantante Aage Samuelsen, il quale voleva riportare l'albergo all'antico splendore: tuttavia non riuscì nell'intento anche se diede alla struttura un notevole impatto mediatico.
I lavori di restauro iniziarono alla fine degli anni 1980, per essere riaperto nel 1999. Nel 2000 ricevette il premio Europa Nostra.

## Descrizione

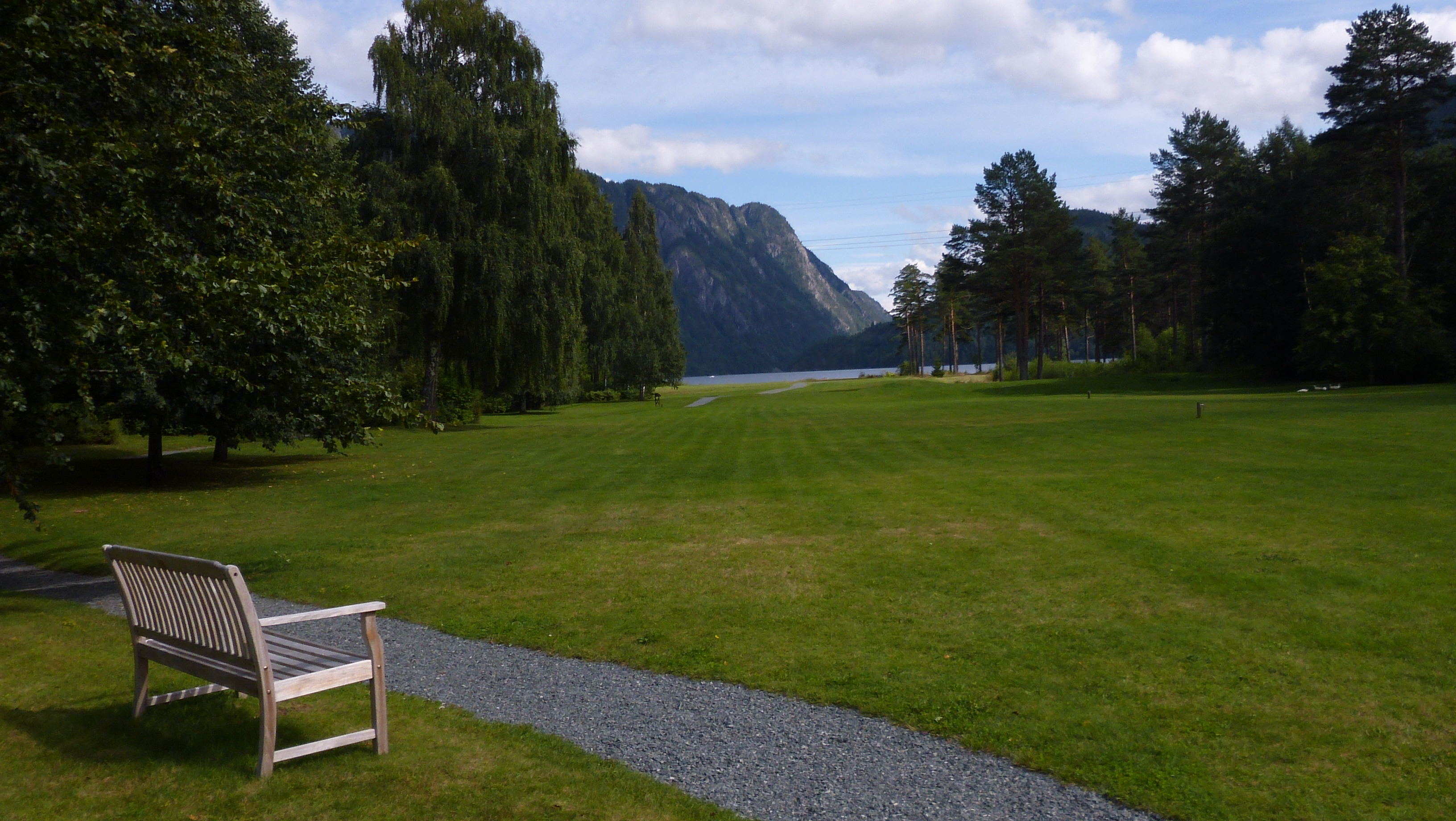
Il giardino

L'hotel è situato nella parte orientale di Dalen, sulle rive del lago Bandak: progettato dall'architetto Haldor Børve, ha lo stile di uno chalet svizzero con elementi tipici del romanticismo e Dragestil. Interamente in legno, è adornato con cornici, torrette, guglie e sculture con temi di mitologia norrena come teste di draghi che sporgono dai frontoni. L'edificio ha una pianta simmetrica, per un'estensione di 4 500 m² su due livelli, eccetto nella parte centrale e le due torri laterali che hanno tre piani. Il centro dell'edificio è dominato da una grande sala che si estende in altezza per tutti e tre i piani. La facciata, i salotti, la sala da pranzo e l'atrio principale sono quasi simili a come lo erano al momento del completamento dell'edificio nel 1894, comprese le vetrate originali nel lucernario della hall, importate da Berlino. Anche le 42 camere sono rimaste negli arredamenti molto simili a quelle del 1894, tuttavia i bagni sono stati rinnovati nel 2004 per soddisfare gli standard moderni. L'hotel è circondato da 30 000 m² di giardino che di estendono verso il lago Bandak ad est.
I proprietari dell'albergo gestisco un servizio di traghetti lungo il canale Telemark che durante la stagione estiva effettuano servizio viaggiatori tra Skien e Dalen sulle navi storiche MS Henrik Ibsen e MS Victoria. L'albergo è raggiungibile anche dalla fylkesvei 38 e 45.